# Luková (Manětín)
Luková (německy Lukowa, Luk) je vesnice, část města Manětín v severozápadní části okresu Plzeň-sever v Plzeňském kraji. Katastrální území Luková u Manětína měří 318,49 hektarů.

## Historie
První písemná zmínka o vesnici pochází z roku 1115.
Na poli severně za kostelem byl nalezen denár Břetislava I., jehož datace spadá do období kolem roku 1050. Mince byla odevzdána do Západočeského muzea v Plzni.

## Přírodní poměry
Luková leží na jihozápadním svahu kopce, převážně nad levým břehem Lukovského potoka, šest kilometrů severozápadně od Manětína, v nadmořské výšce 500 metrů. Na severu sousedí s Domašínem, na jihu s Mezím a na jihozápadě s Zhořcem. Severozápadně od vsi je výrazný kuželovitý Zbraslavský vrch sopečného původu.

## Obyvatelstvo
Při sčítání lidu v roce 1921 zde žilo 107 obyvatel (z toho 41 mužů), z nichž bylo jedenáct Čechoslováků a 96 Němců. Kromě jednoho příslušníka nezjišťovaných církví byli římskými katolíky. Podle sčítání lidu z roku 1930 měla vesnice 135 obyvatel: čtyřicet Čechoslováků, 94 Němců a jednoho cizince. Převládala římskokatolická většina, ale ve vsi žilo také šest členů církve československé a jeden člověk bez vyznání.
| Rok            | 1869 | 1880 | 1890 | 1900 | 1910 | 1921 | 1930 | 1950 | 1961 | 1970 | 1980 | 1991 | 2001 | 2011 | 2021 |
| -------------- | ---- | ---- | ---- | ---- | ---- | ---- | ---- | ---- | ---- | ---- | ---- | ---- | ---- | ---- | ---- |
| Počet obyvatel | 122  | 113  | 127  | 131  | 108  | 107  | 135  | 41   | 68   | 41   | 26   | 6    | 7    | 4    | 7    |
| Počet domů     | 19   | 20   | 22   | 21   | 22   | 20   | 20   | 10   | 10   | 10   | 9    | 4    | 8    | 10   | 9    |

## Obecní správa
Při sčítání lidu v letech 1869–1930 Luková byla samostatnou obcí v okrese Kralovice. V letech 1950–1975 byla částí obce Mezí, se kterým patřila nejprve do okresu Toužim, ale v letech 1961–1975 v okrese Plzeň-sever. Od 1. ledna 1976 je částí města Manětín v okrese Plzeň-sever. V letech 1869–1930 k obci patřil Zhořec.

## Pamětihodnosti
Kostel svatého Jiří – nachází se v havarijním stavu, stal se však atrakcí pro turisty z celého světa poté, co v něm byla instalována expozice 32 sádrových soch. Sochy jsou dílem bakalářské práce studenta Fakulty designu a umění (ZČÚ v Plzni) Jakuba Hadravy. Postavy věřících, které postávají mezi lavicemi nebo v nich dokonce sedí, si návštěvníci překřtili na duchy. Sádrové postavy mají představovat sudetské Němce, kteří se do kostela chodili každou neděli modlit. Výtěžek z dobrovolného vstupného je určen na záchranu kostela.